# Prosopeia splendens
El papagayo escarlata (Prosopeia splendens) es una especie de ave psitaciforme de la familia de los Psittaculidae endémica del sur de Fiyi. Esta especie es autóctona de las islas de Kadavu y Ono del archipiélago de Kadavu. En el pasado se consideró conespecífico del papagayo granate (Prosopeia tabuensis) de Vanua Levu y Taveuni, pero actualmente se consideran especies separadas.

## Descripción
El papagayo escarlata mide alrededor de 45 cm de largo incluida su larga cola. Su plumaje es de vivos colores. Su cabeza y partes inferiores son de color rojo escarlata intenso, mientras que su espalda, alas y cola son verdes, con ciertos tonos azulados en las alas. Cuando vuela se aprecian sus largas alas y presenta un vuelo ondulante en el que alterna aleteos y planeos. Es una especie muy vocales cuyos graznidos y parloteos son más agudos que los del papagayo granate. En Kadavu es improbable confundirlo con otra ave, salvo el lori solitario que tiene el píleo negro y el pico amarillo.

## Comportamiento
Es una especie forestal que también puede encontrarse en los jardines y plantaciones agrícolas. Suele encontrarse en parejas que buscan semillas y frutos para alimentarse. Como sus congéneres anida en los huecos de los árboles. 
Se clasifica como especie vulnerable en la lista roja de la UICN debido a su reducida distribución, la pérdida de hábitat y el tráfico ilegal de loros.